# 魯普雷希特一世 (萊格尼察)
魯普雷希特一世（波蘭語：Ruprecht I Legnicki，1347年3月27日—1409年1月12日），萊格尼察公爵，瓦茨瓦夫一世的長子，1364年至1409年在位。

## 家庭
1372年，魯普雷希特與薩根公爵亨里克五世的女兒雅德薇加結婚，兩人共有兩個女兒：
1. 芭芭拉（約1384年—1436年），與魯道夫三世結婚
2. 阿格尼絲（約1385年—1411年）